# Ga Phước Lãnh
Ga Phước Lãnh là một nhà ga xe lửa tại xã Xuân Lãnh, huyện Đồng Xuân, tỉnh Phú Yên. Nhà ga là một điểm trên tuyến đường sắt Bắc Nam tiếp nối sau ga Vân Canh (tỉnh Bình Định) với ga La Hai. Lý trình ga: Km 1139 + 390.